# Константин (град)
Константин (арап. ‏قسنطينة‎, фр. Constantine) је град у североисточном Алжиру. Налази се на око 80 km од обале Средоземног мора. Године 2008. имао је 481.947 становника (око милион у ширем подручју), и трећи је по величини град у земљи. 
Главни је град истоимене провинције, индустријски и саобраћајни центар. У граду ради универзитет, висока исламска школа, а ту се налазе и стари споменици попут статуе римског цара Константина и палате Ахмед бега. 
Овај град је био важан за Феничане и Римљане, док га 311. нису уништили Максенције и Домиције Александар. Реконструисао га је цар Константин Велики по коме је добио име.

## Партнерски градови
- Сус
- Гренобл
- Истанбул